# Сент-Девід (парафія, Нью-Брансвік)
Сент-Девід (англ. Saint David) — парафія в Канаді, у провінції Нью-Брансвік, у складі графства Шарлотт.

## Населення
За даними перепису 2016 року, парафія нараховувала 1529 осіб, показавши скорочення на 4,7%, порівняно з 2011-м роком. Середня густина населення становила 8 осіб/км².
З офіційних мов обидвома одночасно володіли 145 жителів, тільки англійською — 1 370, а 5 — жодною з них. Усього 15 осіб вважали рідною мовою не одну з офіційних.
Працездатне населення становило 59,8% усього населення, рівень безробіття — 11,5% (11% серед чоловіків та 13,5% серед жінок). 87,8% осіб були найманими працівниками, а 9,6% — самозайнятими.
Середній дохід на особу становив $37 966 (медіана $26 688), при цьому для чоловіків — $45 192, а для жінок $30 482 (медіани — $33 229 та $22 896 відповідно).
29% мешканців мали закінчену шкільну освіту, не мали закінченої шкільної освіти — 20,2%, 50,8% мали післяшкільну освіту, з яких 22,6% мали диплом бакалавра, або вищий.
| Статево-вікова структура населення | Статево-вікова структура населення | Статево-вікова структура населення | Статево-вікова структура населення | Статево-вікова структура населення |
| ---------------------------------- | ---------------------------------- | ---------------------------------- | ---------------------------------- | ---------------------------------- |
|                                    |                                    |                                    |                                    |                                    |
| Всього                             | Всього                             | 47,7%52,3%                         |                                    |                                    |
| 0 — 14 років                       | 0 — 14 років                       |                                    | 13,2%                              | 13,2%                              |
| 15 — 64 років                      | 15 — 64 років                      |                                    | 65,5%                              | 65,5%                              |
| 65 і більше                        | 65 і більше                        |                                    | 21,4%                              | 21,4%                              |
| 85 і більше                        | 85 і більше                        |                                    | 2,6%                               | 2,6%                               |
| Середній вік (років)               | Середній вік (років)               | 46,345,6                           | 45,9                               | 45,9                               |
| Медіана (років)                    | Медіана (років)                    | 50,950,0                           | 50,5                               | 50,5                               |
| — чоловіки — жінки                 |                                    |                                    |                                    |                                    |

| Походження мешканців:     | Походження мешканців:     | Походження мешканців: | Походження мешканців: | Походження мешканців: |
| ------------------------- | ------------------------- | --------------------- | --------------------- | --------------------- |
| Походження                |                           |                       | осіб                  | %                     |
| Корінні американці        | Корінні американці        |                       | 50                    | 3.32%                 |
| Інше північноамериканське | Інше північноамериканське |                       | 900                   | 59.8%                 |
| Європейське               | Європейське               |                       | 935                   | 62.13%                |
| британське                | британське                |                       | 845                   | 56.15%                |
| французьке                | французьке                |                       | 150                   | 9.97%                 |
| українське                | українське                |                       | 10                    | 0.66%                 |
| Азійське                  | Азійське                  |                       | 10                    | 0.66%                 |

| Зайнятість населення за галузями (за класифікацією NOC): | Зайнятість населення за галузями (за класифікацією NOC): | Зайнятість населення за галузями (за класифікацією NOC): | Зайнятість населення за галузями (за класифікацією NOC): | Зайнятість населення за галузями (за класифікацією NOC): |
| -------------------------------------------------------- | -------------------------------------------------------- | -------------------------------------------------------- | -------------------------------------------------------- | -------------------------------------------------------- |
|                                                          |                                                          |                                                          |                                                          |                                                          |
| Управління                                               | Управління                                               |                                                          | 11,8%                                                    | 11,8%                                                    |
| Бізнес, фінанси та адміністрування                       | Бізнес, фінанси та адміністрування                       |                                                          | 10,5%                                                    | 10,5%                                                    |
| Природничі та прикладні науки                            | Природничі та прикладні науки                            |                                                          | 3,3%                                                     | 3,3%                                                     |
| Охорона здоров'я                                         | Охорона здоров'я                                         |                                                          | 8,6%                                                     | 8,6%                                                     |
| Освіта, правозахист, муніципальні та урядові служби      | Освіта, правозахист, муніципальні та урядові служби      |                                                          | 10,5%                                                    | 10,5%                                                    |
| Роздрібна торгівля та послуги                            | Роздрібна торгівля та послуги                            |                                                          | 17,1%                                                    | 17,1%                                                    |
| Гуртова торгівля, транспорт та обладнання                | Гуртова торгівля, транспорт та обладнання                |                                                          | 23%                                                      | 23%                                                      |
| Природні ресурси, сільське господарство                  | Природні ресурси, сільське господарство                  |                                                          | 3,9%                                                     | 3,9%                                                     |
| Виробництво                                              | Виробництво                                              |                                                          | 11,2%                                                    | 11,2%                                                    |

## Клімат
Середня річна температура становить 5,7°C, середня максимальна – 23,7°C, а середня мінімальна – -15,4°C. Середня річна кількість опадів – 1 171 мм.
| Клімат поселення                              | Клімат поселення | Клімат поселення | Клімат поселення | Клімат поселення | Клімат поселення | Клімат поселення | Клімат поселення | Клімат поселення | Клімат поселення | Клімат поселення | Клімат поселення | Клімат поселення | Клімат поселення |
| Показник                                      | Січ.             | Лют.             | Бер.             | Квіт.            | Трав.            | Черв.            | Лип.             | Серп.            | Вер.             | Жовт.            | Лист.            | Груд.            |                  |
| Середній максимум, °C                         | −2,08            | −0,63            | 4,77             | 11,21            | 17,66            | 22,56            | 23,72            | 23,04            | 18,12            | 12,18            | 6,29             | −0,76            |                  |
| Середня температура, °C                       | −8,72            | −7,28            | −1,88            | 4,58             | 11,00            | 15,92            | 19,11            | 18,42            | 13,51            | 7,56             | 1,68             | −5,38            |                  |
| Середній мінімум, °C                          | −15,38           | −13,92           | −8,52            | −2,06            | 4,38             | 9,28             | 14,50            | 13,82            | 8,91             | 2,96             | −2,94            | −9,99            |                  |
| Норма опадів, мм                              | 104              | 76               | 99               | 99               | 104              | 92               | 91               | 86               | 95               | 102              | 115              | 108              |                  |
| Середньомісячна швидкість вітру, м/с          | 4.84             | 4.89             | 4.95             | 4.67             | 4.31             | 3.95             | 3.48             | 3.38             | 3.86             | 4.35             | 4.74             | 4.88             |                  |
| Середньомісячна сонячна радіація, кДж/м²·день | 5403             | 8652             | 12317            | 15443            | 18361            | 20278            | 19946            | 17811            | 13393            | 8632             | 5191             | 4274             |                  |
| --------------------------------------------- | ---------------- | ---------------- | ---------------- | ---------------- | ---------------- | ---------------- | ---------------- | ---------------- | ---------------- | ---------------- | ---------------- | ---------------- | ---------------- |
| Джерело:                                      |                  |                  |                  |                  |                  |                  |                  |                  |                  |                  |                  |                  |                  |